# Wahre Geschichten (Loriot)
Wahre Geschichten sind eine Serie von Zeichnungen des deutschen Humoristen Loriot. Zwischen April 1955 und September 1959 erschienen 116 Folgen unter dem Titel Eine wahre Geschichte mit dem Untertitel Erlogen von Loriot in der Illustrierten Weltbild. 1959 wurden Teile der Serie in dem Buch Wahre Geschichten veröffentlicht. Daneben sind einige Folgen auch in anderen Sammelwerken Loriots enthalten.

## Inhalt
Die Wahren Geschichten bestehen aus zwei bis sechs Bildern, meistens sind es drei oder vier. Sie erzählen abgeschlossene Geschichten, wobei in der Regel in den Bildern weder der Ort noch der Blickwinkel des Motivs verändert wird. Umgeben sind die Bilder von einem Rahmen mit abgerundeten Ecken, der oben und unten im Stil des Biedermeiers verziert ist. Über zwei Ranken ist ein Emailleschild mit der Aufschrift „Eine wahre Geschichte“ gezeichnet, darunter stehen zwischen den beiden Ranken die Worte „Erlogen von Loriot“. Im unteren Teil sind ebenfalls zwei Ranken zu sehen, zwischen denen zwei nackte Putten mit den für Loriot typischen Knollennasen gezeichnet sind.
Typisch für die Wahren Geschichten sind absurde Ideen, die der Erwartungshaltung des Betrachters widersprechen. Ein Beispiel dafür ist die Folge Leuchtturmwärters Ablösung vom 27. April 1957. Darauf sieht man zunächst einen Mann in einem Boot, der sich scheinbar mit seinem Ruder von einer kleinen Insel mit Leuchtturm abstoßen will. Im nächsten Bild sieht man jedoch, dass er die Insel mitsamt dem Turm und dem Wärter abgestoßen hat. Im dritten Bild ist sie schon weit vom Festland entfernt. Andere Geschichten spielen mit der sogenannten Tücke des Objekts, die später zu einem Grundelement der loriotschen Komik werden sollte. So ist in der Folge Durch die Blume … vom 6. Juli 1957 ein Mann zu sehen, der seiner Angebeteten die Blüte einer Seerose pflücken möchte. Dabei hat er jedoch mit dem Blatt- und Stielgeflecht zu kämpfen, in das er am Ende komplett eingewickelt ist. Die Frau hat sich inzwischen vom Teich entfernt und ist nur noch klein im Hintergrund zu sehen.
Die Geschichten enthalten bis auf den Titel meist keinen Text. Erst in späteren Veröffentlichungen in Sammelwerken Loriots wurden einige Untertexte ergänzt. Aus Sicht des Germanisten Stefan Neumann, der seine Dissertation über das Werk Loriots verfasste, steigern diese Texte die komische Wirkung der Geschichte teilweise deutlich oder erzeugen sie sogar erst. So wurde bei der Geschichte Durch die Blume … ein sachlicher und trockener Text hinzugefügt, der die Seerose als ein „besonders schönes Exemplar der Nymphaea alba aus der Familie der Nymphaeaceae“ beschreibt und als komischer Kontrast zum dargestellten Liebesdrama wirkt.

## Veröffentlichung
Loriot arbeitete seit Dezember 1953, zunächst als freier Zeichner, für die im Verlag Th. Martens & Co. zweiwöchentlich erscheinende Illustrierte Weltbild. Im Mai 1954 schloss er mit dem Verlag einen festen Vertrag und zeichnete ab Oktober 1954 auch für die dort verlegte Quick. Zwischen August 1954 und März 1955 erschien mit Familie Liebsam Loriots erste Serie in der Weltbild. Unmittelbar nach dem Ende der Serie begann in der Ausgabe vom 2. April 1955 die Veröffentlichung der Wahren Geschichten. In den folgenden dreieinhalb Jahren erschienen 116 Folgen. Mit der letzten Folge vom 12. September 1959 endete auch die Zusammenarbeit von Loriot mit der Zeitschrift Weltbild, nachdem sich zuvor bereits der Fokus seiner Arbeit auf die Quick verschoben hatte, die wöchentlich erschien und wesentlich verbreiteter war. Für sie zeichnete er noch bis September 1970.
Die letzte Folge der Wahren Geschichten wurde als besonderer Abschied Loriots von der Serie und der Weltbild gestaltet. Dargestellt ist ein Zauberer, der einen Mann verschwinden lässt, dann aber nicht mehr in der Lage ist, ihn zurückzuholen. Unter den Zeichnungen steht eine Nachricht Loriots an seine Leser. Darin berichtet er, dass er sich auf einer Wohltätigkeitsveranstaltung für ein Zauberkunststück zur Verfügung gestellt habe, das vorzüglich gelang. Allerdings sei es dem Zauberer nun wegen einer Gedächtnislücke nicht mehr möglich, den alten Zustand wiederherzustellen. Deshalb müsse Loriot sich bis auf Weiteres von den Lesern verabschieden. Diese Gleichsetzung des Knollennasenmännchens mit der Person des Zeichners hatte Loriot bereits 1956 in einer anderen Arbeit für die Weltbild benutzt und griff sie auch später häufiger auf.
1955 meldete der Diogenes Verlag, in dem 1954 bereits Loriots Buch Auf den Hund gekommen erschienen war, Interesse an einer Veröffentlichung einer Buchausgabe der Wahren Geschichten an. Loriot wollte das Angebot aufgrund seines Exklusivvertrags mit Th. Martens & Co. zunächst ablehnen, erhielt jedoch vom Herausgeber der Weltbild die Erlaubnis zur Veröffentlichung. Das Buch Wahre Geschichten erschien jedoch erst 1959. Darin wurden die Titel einiger Zeichnungen verändert. Ein Jahr später wurden auch italienische, niederländische und schwedische Ausgaben veröffentlicht. Einige Wahre Geschichten sind in verschiedenen anderen Publikationen Loriots enthalten und dabei teilweise mit Untertexten versehen worden.

## Bewertung
Stefan Neumann sieht die Wahren Geschichten nicht durchweg auf hohem Niveau. Er hebt zwar einige Folgen aufgrund ihrer grandiosen Absurdität in Alltagssituationen hervor, zahlenmäßig überwögen aber Folgen, bei denen die Komik nicht oder nur krampfhaft entstehe. Als Grund sieht er dafür neben der langen Laufzeit und Loriots Konzentration auf die Arbeiten für die Quick auch den fehlenden Text. Dadurch falle ein Hauptaspekt von Loriots Komik, das Zusammenspiel zwischen Bild und Text, weg.

## Buch-Ausgaben
- Wahre Geschichten erlogen von Loriot. Diogenes, Zürich 1959.
- Echt gebeurd zegt Loriot. De Bezige Bij, Amsterdam 1960 (niederländisch).
- Sanna berättelser ur livet. Folket i Bilds, Stockholm 1960 (schwedisch).
- Storie vere inventate da Loriot. Baldini & Castoldi, Mailand 1960 (italienisch).